# Гогољева смрт
„Гогољева смрт“ је југословенски филм из 1964. године. Режирао га је Даниел Марушић, а сценарио је писао Улберико Доналдини.

## Улоге
| Глумац        | Улога |
| ------------- | ----- |
| Емил Кутијаро |       |